# Josep Rodríguez Gómez
Josep Rodríguez Gómez (Xeraco, 28 de novembre de 1989), més conegut com a Josep, és un pilotari valencià professional, mitger en la modalitat de raspall i graduat en educació social. Va debutar el novembre del 2005, al desaparegut Trinquet El Zurdo de Gandia, amb tan sols 15 anys.

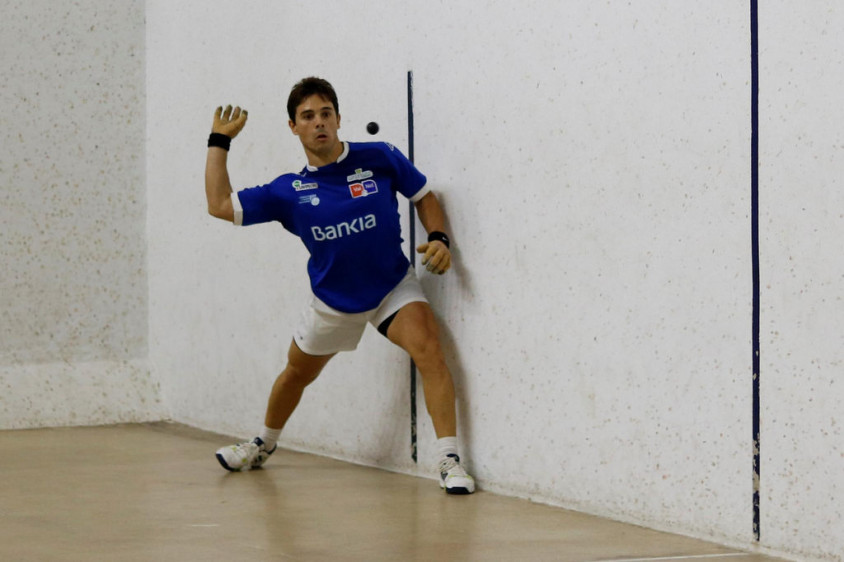

Cap a l'any 2005 encapçalà una nova generació de joves pilotaris, ja que n'havia un buit, quan el raspall ho necessitava. L'èxit de Josep va obrir la porta a altres jugadors de la mateixa generació.
Als seus inicis es caracteritzà per una gran potència als seus colps, va entrenar a escala i corda a l'adolescència, fet que el va fer guanyar també varietat de colps. Durant els anys es refà com un jugador tècnic i complet, de potent raspada, sabent llegir cada partida com li ha interessat.
Josep va jugar de rest, arribant a dos finals consecutives de la Lliga Professional de Raspall, els anys 2010 i 2011, amb Alberto com a company a les dues finals, amb un joc molt tècnic, sobretot a la Lliga de raspall del 2011, perdent la final contra el gran campió Waldo Vila.
L'any 2014, passa a jugar de mitger per diverses lesions al colze i muscle. El mateix any de canviar de posició, es proclama campió de la XXI Lliga Professional de Raspall al trinquet de la Llosa de Ranes, fent parella amb Marrahí. A causa de la seua reeixida evolució com a mitger, Josep, aconsellat per trinqueters i companys més veterans, decideix mantenir la posició, hui en dia, Josep està més que consolidat com a mitger. Josep és junt amb Armando, l'únic jugador que ha jugat alguna final de Lliga de Raspall, tant de rest com de mitger, sent campió com a mitger, posició que no s'inicia a la pràctica de la pilota. Tanmateix, ha sigut considerat dels millors ambdues posicions algun moment de la seua carrera esportiva, sent l'únic jugador de les últimes dècades que es recorda un fet com aquest. És un dels motius que Josep, es dels jugadors més estimats per companys i aficionats.
El 2017, de la mà del preparador físic, Toni Astorgano, ja de mitger, es quan esclatà definitivament com un dels millors mitgers del moment. A l'individual, va tindre contra les cordes al que finalment es proclamaria campió eixe mateix any, Ian de Senyera, en una partida igualadíssima, celebrada al trinquet de Xeraco.
L'agost de 2018, va ser operat al menisc, del qual, no es recuperà fins al novembre del mateix any. L'any seguit, comença jugant la Lliga amb Alfonso Moltó i Lorja, arribant a la final, tot i que, no van poder alçar el títol. Al llarg del 2019, Josep es lesiona d'un dit de la mà dreta, aquesta lesió l'aparta uns mesos dels trinquets, fins al desembre del mateix any.
Als inicis del 2020, la pandèmia afectà negativament a tota la plantilla professional, afectant també motivacions i interessos de tots els jugadors. A causa de la poca incentivitat, escàs atracció davant el projecte professional dut a terme i poca visió de projecte de futur professional, Josep decideix el 2022 dedicar-se a la pilota amateur després de catorze anys competint de manera professional. El 2022 competeix a l'autonòmic de raspall, juntament amb Guille d'Alzira i Punxa de Piles, jugaren la final autonòmica al carrer de Bicorp.
L'any 2012, rep el guardó com a millor esportista de Xeraco.

## Palmarès[14]

### Professional
- Campió de la Lliga de Raspall Professional: 2014
  - Subcampió de la Lliga de Raspall Professional: 2010, 2011 i 2019
- Subcampió Trofeu Hivern: 2014
- Campió del Trofeu Gregori Maians d'Oliva: 2011
  - Subcampió del Trofeu Gregori Maians d'Oliva: 2010 i 2017
- Campió del Trofeu Mancomunitat de municipis de la Safor: 2018 i 2019
  - Subampió del Trofeu Mancomunitat de municipis de la Safor: 2010
- Campió del Trofeu Memorial Emilio Peris Mascarell: 2019
- Subcampió del Trofeu Memorial Arturo Bataller: 2019